# Równina abisalna

Formy ukształtowania dna oceanicznego.

Równina abisalna (równina abysalna) – strefa dna oceanicznego, rozciągająca się pomiędzy krańcem stoku kontynentalnego (na głębokości 3000 – 4000 m) a hadalem (do głębokości 6000 m) oraz podnóżem wzniesień śródoceanicznych. Stanowi rozległą, płaską powierzchnię, urozmaiconą górami podwodnymi (gujotami), pokrytą warstwą drobnoziarnistych osadów o miąższości od kilkuset do kilku tysięcy metrów. Zajmuje około 42% dna oceanicznego. Wraz z zasiedlającymi ją organizmami tworzy jeden z największych ekosystemów na Ziemi.

## Charakterystyka
Rozległa, płaska, monotonna równina na dnie basenów oceanicznych i mórz, rzadko urozmaicona abisalnymi górami, kominami hydrotermalnymi, zimnymi wysiękami, szczątkami nektonicznych zwierząt (np. wielorybów, patrz: cetolity). Górną warstwę osadów stanowią drobnoziarniste osady (muł wapienny lub krzemionkowy, ił głębinowy, osady hydrogeniczne, osady z dryfujących i topniejących lodowców), powstałe w wyniku sedymentacji z pelagialu (opadające szczątki organizmów planktonicznych, pył, śnieg morski). Poszczególne baseny różnią się pod względem składu osadów głębinowych. Wody abisalne cechuje stała, niska temperatura ok. 2°C (oprócz Morza Śródziemnego – z temperaturą przy dnie 13°C, i Morza Czerwonego – z temperaturą przy dnie 21,5°C), stałe zasolenie (35 promili, oprócz Mórz Śródziemnego i Czerwonego – ponad 39‰), wysycenie tlenem (5–6 ml/l), bardzo wysokie stężenie rozpuszczonego dwutlenku węgla, całkowity brak światła słonecznego (a więc także brak organizmów fotosyntetyzujących) oraz bardzo wysokie ciśnienie (ok. 300–600 atmosfer).
Przez wiele lat pokutowało wyobrażenie, że równiny abysalne są środowiskiem niezróżnicowanym, stabilnym i niezmiennym. Nowsze badania pokazują, że procesy fizyczne i biologiczne przebiegające na równinach abysalnych mogą się cechować dużą dynamiką (np. związaną z przepływami gęstościowymi mas wodnych, falami głębokowodnymi, sztormami bentonicznymi, zmiennym natężeniem sedymentacji, sukcesją ekologiczną itp.).

## Biocenoza

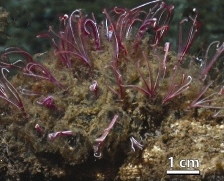
Pierścienice Osedax frankpressi żerujące na resztkach wieloryba w abysalu

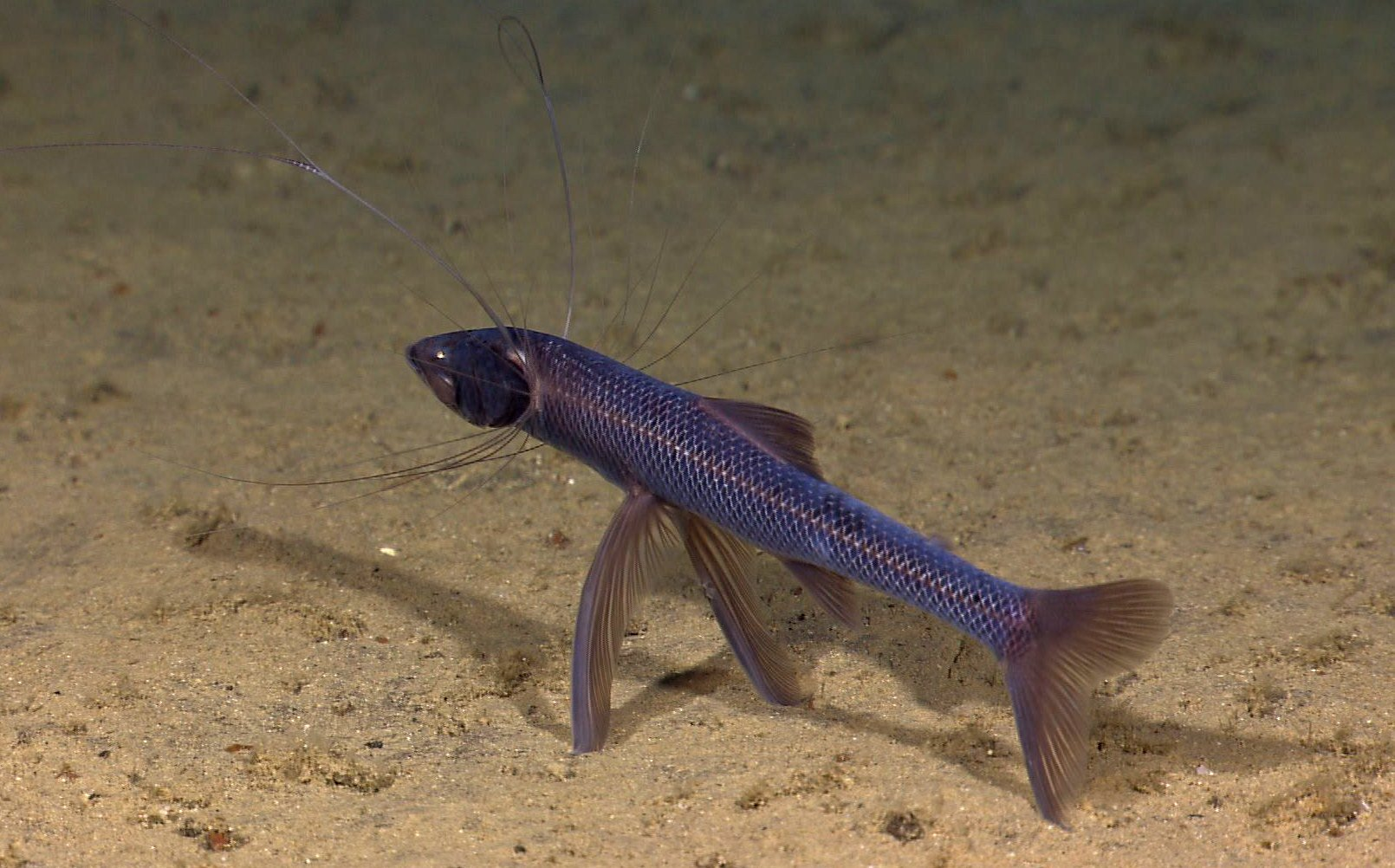
Ryba głębinowa z rodzaju Bathypterois, wsparta końcówkami płetw o osady denne (w pobliżu zatoki Kealakekua na Hawajach).

Wbrew początkowym mniemaniom badaczy, ugruntowanym przez badania w ramach ekspedycji statku badawczego „Challenger” (1872–1876), z których wynikało, że równiny abisalne są bardzo rzadko zasiedlone przez organizmy (mówiono wręcz o „abisalnych pustyniach”), występuje w nich stosunkowo bogaty i zróżnicowany zespół organizmów. W pozornie ubogim abisalu żyć może więcej gatunków niż w mulistych osadach litoralu w strefie klimatu umiarkowanego. 
Warunki fizyczne środowiska określają charakter biocenozy. Produkcja pierwotna jest ograniczona do nielicznych chemoautotrofów (bakterie, archeany), które mogą tworzyć maty na powierzchni osadów. Prawdziwymi oazami produkcji pierwotnej są natomiast występujące gdzieniegdzie na dnie ekosystemy kominów hydrotermalnych lub zimnych wysięków. Wysokie ciśnienie i duże stężenie dwutlenku węgla ogranicza występowanie organizmów ze szkieletami i pancerzami zbudowanymi z węglanu wapnia, ewentualnie wymusza redukcję elementów anatomicznych z niego zbudowanych bądź zastąpienie go innym tworzywem. Dlatego np. głębinowe jeżowce z rodziny Echinothuriidae mają tak uwstecznione płytki szkieletu, że ich ciało jest miękkie, jak ciała strzykw, a zamiast  gąbek ze szkieletem zbudowanym z węglanu wapnia występują gąbki szklane (Hexactinellida), ze szkieletem krzemionkowym.
Grząskie osady stanowią kiepskie podparcie dla organizmów kroczących lub osiedlających się na powierzchni, są natomiast idealnym siedliskiem dla mułożerców. Zależność od dostawy materii organicznej w postaci detrytusu spoza abysalu powoduje, że przeważają detrytusożercy, nekrofagi, na których z kolei żerują drapieżniki. Niedostatek materii organicznej powoduje, że mułożercy, jak np. małże Abra profundalis, mają przewody pokarmowe wielokrotnie dłuższe niż ich krewniacy zamieszkujący litoral, inne organizmy, jak np. obunogi z rodziny Haustoriidae bardzo sprawnie odsortowywują cząstki organiczne z mułu. Organizmy zasiedlające równiny abysalne mają zwykle uwstecznione oczy. Częsta jest zdolność bioluminescencji. 
Równiny abysalne zamieszkuje bogaty, zróżnicowany zespół organizmów. Badania w ramach „Census of Diversity of Abyssal marine Life” pokazały, że na pojedynczym stanowisku można spodziewać się występowania do ok. 2000 gatunków bakterii, 250 gatunków pierwotniaków, 500 gatunków bezkręgowców. Fauna równin abysalnych jest wciąż słabo poznana. Z szacunków wynika, że na pojedynczym nowym stanowisku można się spodziewać około 80% taksonów nieznanych wcześniej nauce. Charakterystyczną cechą odróżniającą ekosystemy równin abysalnych od bentosu litoralnego jest zdecydowana przewaga mejofauny (organizmów o długości ciała < 2 mm) nad makrofauną.
Najczęściej występujące bezkręgowce:
wieloszczety (w tym charakterystyczne Vestimifera), mięczaki (w tym bardzo liczne i zróżnicowane łódkonogi (Scaphopoda), małże (m.in. głębokowodne Mythylidae) oraz endemiczne gatunki z rodzaju Neopilina, stanowiącego „żywą skamieniałość”), skorupiaki (prymitywne raki Eryonidae, pustelniki: np. Probeebei mirabilis, Tylaspis anomala; pośródki (Cumacea); równonogi (Isopoda)), wstężniaki (Nemertea), jeżowce (Echinoidea), strzykwy (Holothuroidea), rozgwiazdy (Asteroidea), kikutnice (Pantopoda), gąbki szkliste, głowonogi (Cephalopoda) (np. ośmiornica Opisthoteuthis sp., Grimpoteuthis sp.), liliowce (Crinoidea)
Spośród strunowców licznie występują śluzice, ryby głębinowe: chimery (Chimaera sp.), buławiki (Macruridae), brotule (Brotulidae), denniki (Liparidae), Bathypterois sp. 

## Wykorzystanie gospodarcze

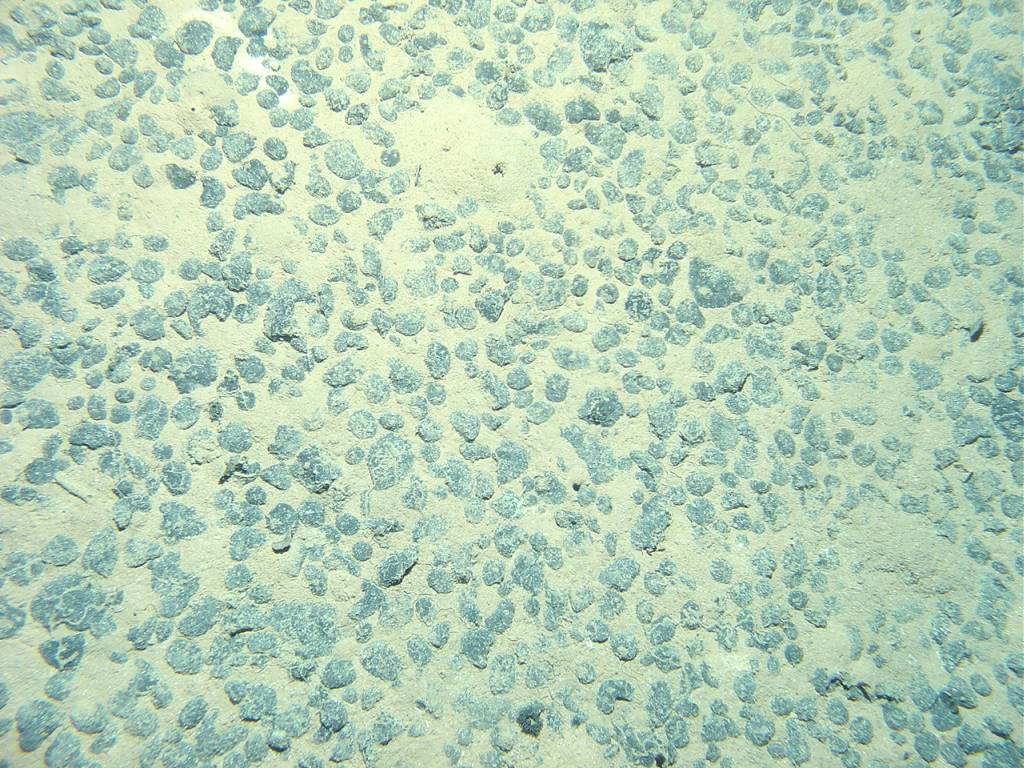
Konkrecje polimetaliczne na dnie oceanu

Na równinach abisalnych znajdują się złoża konkrecji polimetalicznych – brył zbudowanych ze związków manganu, niklu, żelaza, kobaltu, miedzi z domieszkami innych metali, będące obiektem zainteresowania ze strony ludzi pod kątem ich gospodarczego wykorzystania.

## Zagrożenia i ochrona
Ekosystemy równin abisalnych są poważnie zagrożone m.in. w związku z następującą bądź planowaną w najbliższym czasie
- eksploatacją surowców, takich jak konkrecje polimetaliczne, hydraty, złoża gazu i ropy naftowej
- składowaniem odpadów radioaktywnych, amunicji, zrzutami ścieków, niekontrolowanymi wyciekami ropy naftowej z odwiertów (takimi jak ten po eksplozji na platformie Deepwater Horizon)
- sekwestracją dwutlenku węgla, która może zmienić właściwości fizyczno-chemiczne wód głębinowych (np. obniżając pH, powodując nasiloną korozję muszli mięczaków i domków wieloszczetów).

Poważne zagrożenie dla ekostemów równin abisalnych stanowią też globalne procesy (ocieplanie klimatu, eutrofizacja), które powodują, że dostawy materii organicznej do abysalu kurczą się.